# Whitbread Round the World Race 1981-82
La Whitbread Round the World Race 1981-82 fue la tercera edición de la vuelta al mundo a vela.
La disputaron 29 yates, de los que solamente terminaron 20. Entre ellos se encontraba el primer yate español que compitió en la historia de esta regata, el "Licor 43".
Partió de Portsmouth el 8 de agosto de 1981 y constó de cuatro etapas con llegada final de nuevo en Portsmouth.
El vencedor fue el "Flyer", de los Países Bajos, un sloop de 23,16 m de eslora patroneado por Conny van Rietschoten, que lo hizo por segunda vez consecutiva y es el único con dos victorias en esta competición.

## Etapas
| Etapa | Salida                     | Llegada                    | Vencedor          |
| ----- | -------------------------- | -------------------------- | ----------------- |
| 1     | Southampton, Reino Unido   | Ciudad del Cabo, Sudáfrica | L'Esprit d'Equipe |
| 2     | Ciudad del Cabo, Sudáfrica | Auckland, Nueva Zelanda    | Philips Innovator |
| 3     | Auckland, Nueva Zelanda    | Mar del Plata, Argentina   | L'Esprit d'Equipe |
| 4     | Mar del Plata, Argentina   | Portsmouth, Reino Unido    | L'Esprit d'Equipe |

## Clasificación final
| Puesto | Yate                  | Patrón                        | Tiempo     |
| ------ | --------------------- | ----------------------------- | ---------- |
| 1      | Flyer                 | Conny van Rietschoten         | 119 d 1 h  |
| 2      | Charles Heidsieck III | Alain Gabbay                  | 120 d 7 h  |
| 3      | Kriter IX             | André Viant                   | 120 d 10 h |
| 4      | Disque d'Or III       | Pierre Fehlmann               | 123 d 11 h |
| 5      | Outward Bound         | Digby Taylor                  | 124 d 11 h |
| 6      | Xargo III             | Peter Kutel                   | 124 d 19 h |
| 7      | Morbihan              | Philippe Poupon               | 125 d 15 h |
| 8      | Berge Viking          | Peter Lunde                   | 125 d 16 h |
| 9      | Alaska Eagle          | Neil Bergt                    | 126 d 10 h |
| 10     | Euromarché            | Éric Tabarly                  | 126 d 23 h |
| 11     | Ceramco               | Peter Blake                   | 127 d 17 h |
| 12     | Skopbank Of Finland   | Kenneth Gahmberg              | 128 d 15 h |
| 13     | Rolly Go              | Giorgio Falk                  | 129 d 20 h |
| 14     | Traité de Rome        | Antonio Chioatto              | 130 d 23 h |
| 15     | Croky                 | Staf Versluys                 | 133 d 23 h |
| 16     | Fcf Challenger        | Leslie Williams               | 138 d 15 h |
| 17     | United Friendly       | Chay Blyth                    | 141 d 10 h |
| 18     | Walross III Berlin    | E.Hahn, O.Michel, C.Reichardt | 143 d 19 h |
| 19     | Licor 43              | Joaquin Coello                | 160 d 2 h  |
| 20     | Il Gagomma            | Roberto Vianello              | 160 d 9 h  |
| DNF    | European Uni. Belgium | Jean Blondiau                 | Retirado   |
| DNF    | 33 Export             | Phillipe Schaff               | Retirado   |
| DNF    | Gauloises III         | Eric Loizeau                  | Retirado   |
| DNF    | La Barca Laboratorio  | Claudio Stampi                | Retirado   |
| DNF    | Save Venice           | Doi Malingri                  | Retirado   |
| DNF    | Viva Napoli           | Beppe Panada                  | Retirado   |
| DNF    | Scandinavian          | Reino Engqvist                | Retirado   |
| DNF    | Swedish Entry         | Mogens Bugge                  | Retirado   |
| DNF    | Bubblegum             | Iain Mcgown-Fyfe              | Retirado   |